# John Gielgud
Sir Arthur John Gielgud [ˈgiːlgʊd] (London, 1904. április 14. – Aylesbury, 2000. május 21.) Oscar-,  Golden Globe- és  BAFTA-díjas angol színész, rendező. Azon kevés személyek közé tartozik, akik Emmy-díjat, Grammy-díjat, Oscar-díjat és Tony-díjat is nyertek (EGOT).

## Életpályája

### Tanulmányai, pályájának kezdete
A fiatal Gielgud a tanulmányait a jónevű londoni Royal Academy of Dramatic Arts-ban végezte. Pályafutását színpadon kezdte, húszéves korában lépett fel először. Jó barátságot kötött  Laurence Olivier-vel is, huszonhét évesen már William Shakespeare Hamletjét formálta meg nagyszerűen. Gielgud életművében a későbbiekben is főszerepet játszott a reneszánsz drámaóriás. 
Első jelentős (egyben fő)szerepét Alfred Hitchcocktól kapta a Titkos ügynökben (Secret Agent), 1936-ban. Gielgud a második világháború alatt csupán egy filmben szerepelt, az 1941-ben készített A miniszterelnökben (The Prime Minister) Benjamin Disraelit, a viktóriánus Anglia egyik leghíresebb politikusát keltette életre. A visszatérésre tizenkét évet kellett várni, de megérte, hiszen BAFTA-díjjal tüntették ki a cselszövő Cassius megformálásáért Shakespeare Julius Caesarjának filmváltozatában, a fiatal Marlon Brando és  James Mason mellett. Ezután szintén két Shakespeare-szerep következett, a Rómeó és Júliában és a III. Richárdban. 1957-ben A Wimpole Street-i Barettek (The Barretts of Wimpole Street) című romantikus drámában tűnt fel, amely a költőházaspár Robert Browning és Elizabeth Barrett szerelmét mesélte el.

### Az 1960-as évek
Az 1960-as évek elején Gielgud újra szünetet tartott pályafutásában, de 1964-ben ismét emlékezetes volt a visszatérése a Becket című történelmi drámában, amelyben  Richard Burton és  Peter O’Toole partnere volt. Gielgudot Oscar-díjra is jelölték. Szintén 1964-ben próbálkozott meg a rendezéssel is, és egy minden szempontból igényes Hamlet adaptációt készített barátjával, Richard Burtonnel a címszerepben. Egy évvel később Tony Richardson A megboldogult (The Loved One) című vígjátékában szerepelt, majd Orson Wellesszel dolgozott együtt a  Falstaffban. 1968-ban ismét Tony Richardson rendezővel forgatott A könnyűlovasság támadása (The Charge of the Light Brigade) című, a krími háborúban hősiesen helytálló, de hibás parancsok miatt elpusztult brit katonákról szóló filmjében, melyben Trevor Howard és Vanessa Redgrave mellett játszott.

### Az 1970-es évek
1970-ben ismét Julius Caesar-adaptációban nyújtott remek alakítást, de ezúttal most nem Cassius, hanem a római hadvezér bőrébe bújt. 1974-ben megkapta második BAFTA-díját is a  Gyilkosság az Orient expresszen (Murder on the Orient Express) című krimiklasszikusnak köszönhetően, ahol olyan, fiatalabb sztárok között brillírozott, mint Albert Finney, Sean Connery, Ingrid Bergman és Lauren Bacall. 1977-ben a Henry Fielding regényéből készült Joseph Andrewsban komédiázott. Nerva szerepét játszotta Tinto Brass pornóelemekkel fűszerezett botrányfilmjében, a Caligulában (1979). Erről a szerepléséről az akkor 75 éves művész szarkasztikusan csak ennyit mondott a forgatás végén: „Elkészítettem az első pornófilmem.”

### Az 1980-as évek
1980-ban  Anthony Hopkinsszal és  John Hurttel szerepelt együtt David Lynch Az elefántember (The Elephant Man) című filmdrámájában. 1982-ben, 78 évesen, Gielgud elnyerte a legrangosabb filmes kitüntetést, az Oscar-díjat, a legjobb férfi mellékszereplő kategóriában, az  Arthur című romantikus vígjátékban nyújtott alakításáért, de ugyanezért a Golden Globe-ot is begyűjtötte. Ugyancsak '82-ben szerepelt  Richard Attenborough Gandhi című Oscar-díjas történelmi drámájában Ben Kingsley és Edward Fox oldalán. 1988-ban szerepet vállalt az Arthur folytatásában, de a második rész meg sem tudta közelíteni az első sikerét.

### Az 1990-es évek
1991-ben  Peter Greenaway a címszerepet bízta rá a Prospero könyvei (Prospero's Books) című, fantasztikus képi ötletekkel teli filmjében, melyben a svéd színészveterán, Erland Josephson is felbukkant. Egy évvel később Michael Douglas és  Melanie Griffith mellett játszott a  Felhők közül a napban (Shining Through). 1995-ben  Az első lovag (First Knight) című hollywoodi szuperprodukcióban volt Sean Connery és Richard Gere partnere. 1996-ban Gielgudot BAFTA-díjra jelölték: az ausztrál Ragyogj! című filmdrámában személyesítette meg Geoffrey Rush zongoratanárát, majd Kenneth Branagh kínált fel neki egy kisebb szerepet a Hamletben. Gielgud utolsó emlékezetes alakítását 1998-ban, 94 éves korában  az Elizabethben nyújtotta: a pápát formálta meg.

### Magánélete és halála
Gielgudot 1953-ban homoszexualitása miatt letartóztatták, majd elítélték. Ennek ellenére karrierje nem szenvedett csorbát. Homoszexualitását sohasem tagadta, bár nem is beszélt róla: szégyenkezett meghurcoltatása miatt. Évtizedeken át volt élettársa Martin Henslernek, erről egy 1988-as interjúban nyíltan beszélt.
2000. május 21-én 96 éves korában légúti fertőzés következtében hunyt el. Halála után elhamvasztották.

## Filmjei
- 1924: Who Is the Man?
- 1929: The Clue of the New Pin
- 1932: Insult
- 1933: Jó barátok
- 1936: Titkos ügynök
- 1941: A miniszterelnök
- 1948: Hamlet
- 1953: Julius Caesar
- 1954: Rómeó és Júlia
- 1955: III. Richárd
- 1956: 80 nap alatt a Föld körül
- 1957: Barrették a Wimpole utcából
- 1957: Szent Johanna
- 1959: The DuPont Show of the Month
- 1962: The Cherry Orchard
- 1964: Becket
- 1965: A megboldogult
- 1966: Falstaff
- 1968: Sebastian úr
- 1968: A halász cipője (The Shoes of the Fisherman)
- 1968: A könnyűlovasság támadása
- 1968: Assignment to Kill
- 1969: Ó, az a csodálatos háború (Oh! What a Lovely War)
- 1970: Julius Caesar
- 1971: Hassan
- 1972: Eagle in a Cage
- 1973: A Kék Hold völgye
- 1974: Az aranybánya
- 1974: Gyilkosság az Orient expresszen
- 1974: A királynő törvényszéke
- 1975: Galileo Galilei
- 1976: Aces High
- 1977: Gondviselés
- 1977: Joseph Andrews
- 1978: II. Richárd
- 1978: Nyomorultak
- 1978: Senkiföldje
- 1979: Caligula
- 1979: Törvényes gyilkosság
- 1980: Az elefántember
- 1980: A formula
- 1980: Miért nem hívták Evanst?
- 1980: A karmester
- 1981: Tűzszekerek
- 1981: Arthur
- 1981: Szfinx
- 1981: A szerelem oltárán
- 1981: A sivatag oroszlánja
- 1981: Utolsó látogatás (Brideshead Revisited)
- 1982: A Notre-Dame-i toronyőr
- 1982: Gandhi
- 1982: Marco Polo
- 1983: A gonosz lady
- 1983: Bíbor és fekete
- 1983: Wagner, tévésorozat
- 1984: Kaméliás hölgy
- 1984: Távoli pavilonok
- 1984: Botrány (Scandalous)
- 1984: A ballantrae-i örökös
- 1985: Románc az Orient expresszen
- 1985: Bőség
- 1986: Titkos világ
- 1986: A canterville-i kísértet, tévéfilm
- 1988: Egy ember az örökkévalóságnak
- 1988: Randevú a halállal (Appointment with Death)
- 1988: Arthur 2. - Jégbe hűtve
- 1988: A sas felszáll
- 1988–1989: A sas felszáll
- 1989: Keresem az utam
- 1990: A pénz beszél
- 1991: Prospero könyvei
- 1991: A Strauss dinasztia, tévésorozat
- 1992: Felhők közül a nap
- 1992: Egyedül a ringben
- 1994: Scarlett
- 1995: Az első lovag
- 1995: Megkísértve
- 1996: Gulliver utazásai
- 1996: Sárkányszív
- 1996: Egy hölgy arcképe
- 1996: Hamlet
- 1996: Ragyogj!
- 1996: Richard nyomában
- 1998: A bűvös kard – Camelot nyomában
- 1998: Merlin
- 1998: Elizabeth